# Psephenoides obscuricolor
Psephenoides obscuricolor is een keversoort uit de familie keikevers (Psephenidae). De wetenschappelijke naam van de soort werd in 1948 gepubliceerd door Maurice Pic.